# 神俣駅
神俣駅（かんまたえき）は、福島県田村市滝根町神俣字梵天川（ぼんてんがわ）にある、東日本旅客鉄道（JR東日本）磐越東線の駅である。

## 歴史
- 1915年（大正4年）3月21日：国有鉄道の駅（一般駅）として開業[2][3]。
- 1918年（大正7年）2月：住友セメント専用線（のちに福島石灰に譲渡）開業[3]。
- 1979年（昭和54年）10月8日：専用線発着を除く車扱貨物の取り扱いを廃止。
- 1981年（昭和56年）12月1日：車扱貨物の取り扱いを全廃。
- 1984年（昭和59年）2月1日：荷物の取り扱いを廃止。
- 1987年（昭和62年）4月1日：国鉄分割民営化により、東日本旅客鉄道（JR東日本）の駅となる[3]。
- 1989年（平成元年）3月11日：全線CTC化に伴い、無人化[4]（簡易委託化）。
- 1991年（平成3年）3月：駅舎を改築[2][5]。
- 2016年（平成28年）4月1日：三春駅の業務委託化により、管理駅を郡山駅に変更。
- 2017年（平成29年）：滝根コミュニティセンターを改築。切符売り場の設備が一新される。
- 2024年（令和6年）
  - 3月30日：簡易委託を解除し、終日無人化[6]。
  - 10月1日：えきねっとQチケのサービスを開始[1][7]。

## 駅構造
島式ホーム1面2線を持つ地上駅である。駅舎とホームは構内踏切で連絡している。かつては駅北東にある福島石灰神俣工場へ至る専用線が分岐していた。同線は石灰石輸送に使用され、工場には大滝根鉱山からの専用軌道が接続していた。
駅舎は滝根コミュニティセンターとの合築で、郡山駅管理の無人駅である。水洗式トイレがある。

### のりば
| 番線 | 路線      | 方向 | 行先       |
| ---- | --------- | ---- | ---------- |
| 1    | ■磐越東線 | 下り | 郡山方面   |
| 2    | ■磐越東線 | 上り | いわき方面 |

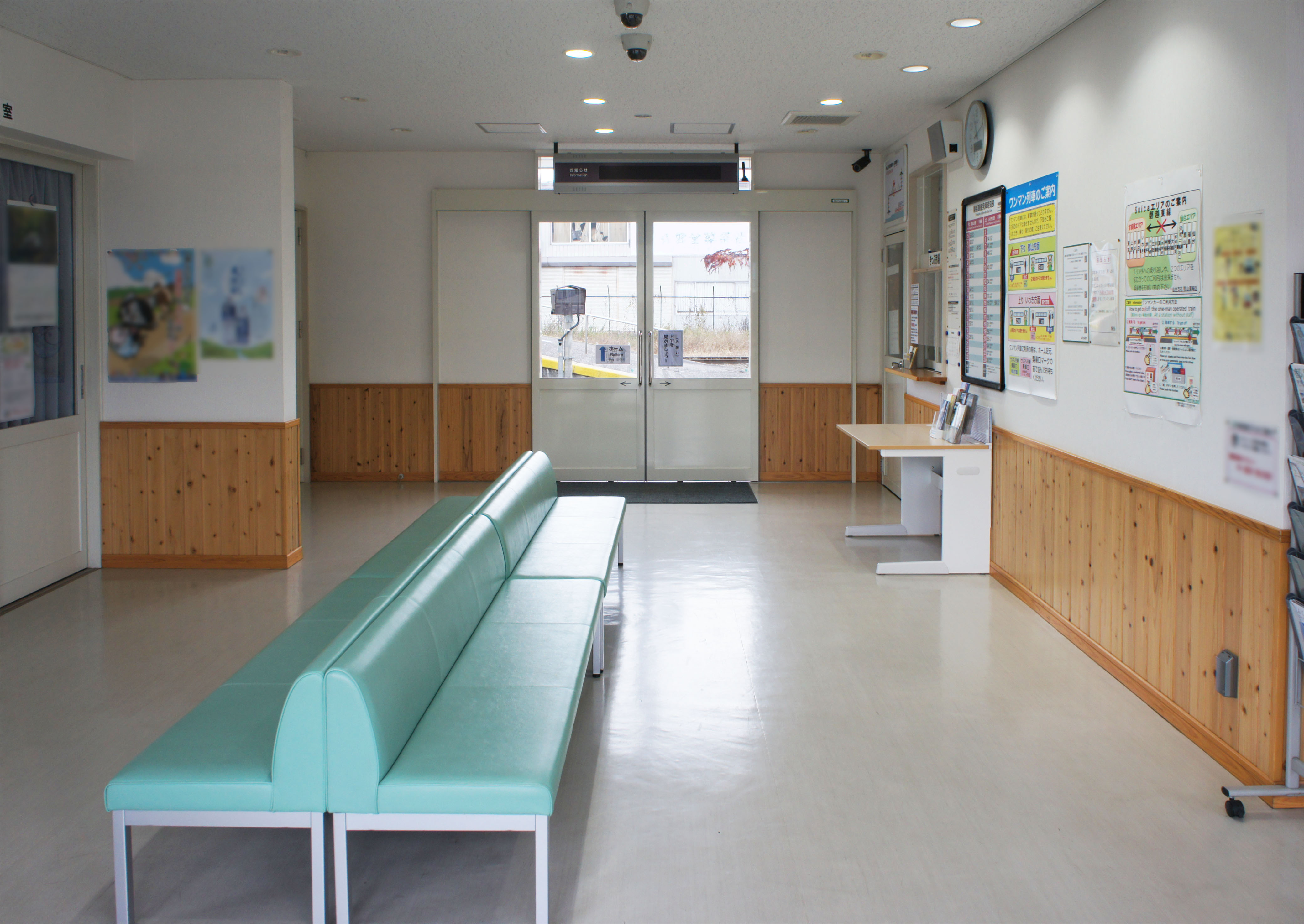
待合室（2021年10月）
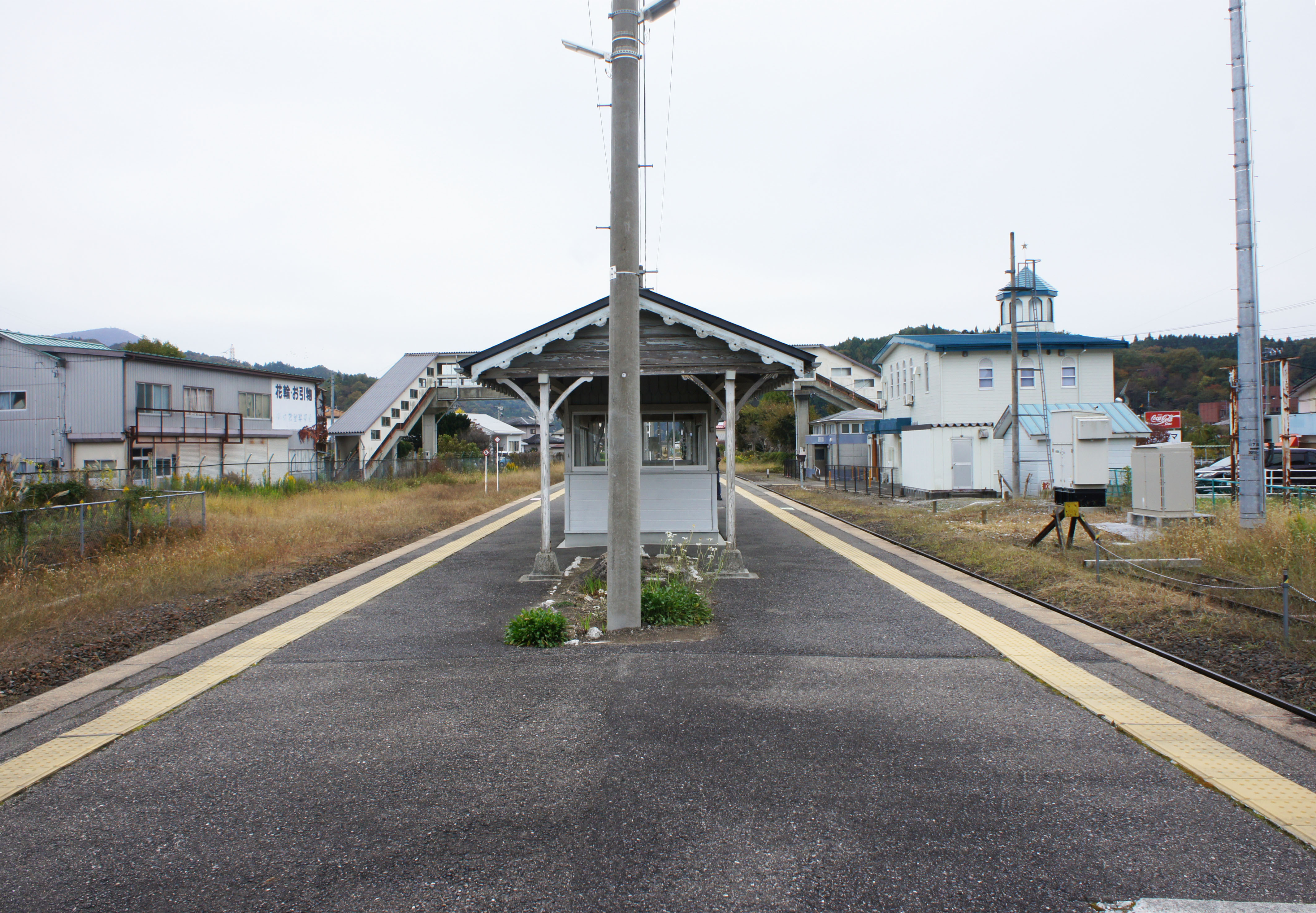
ホーム（2021年10月）
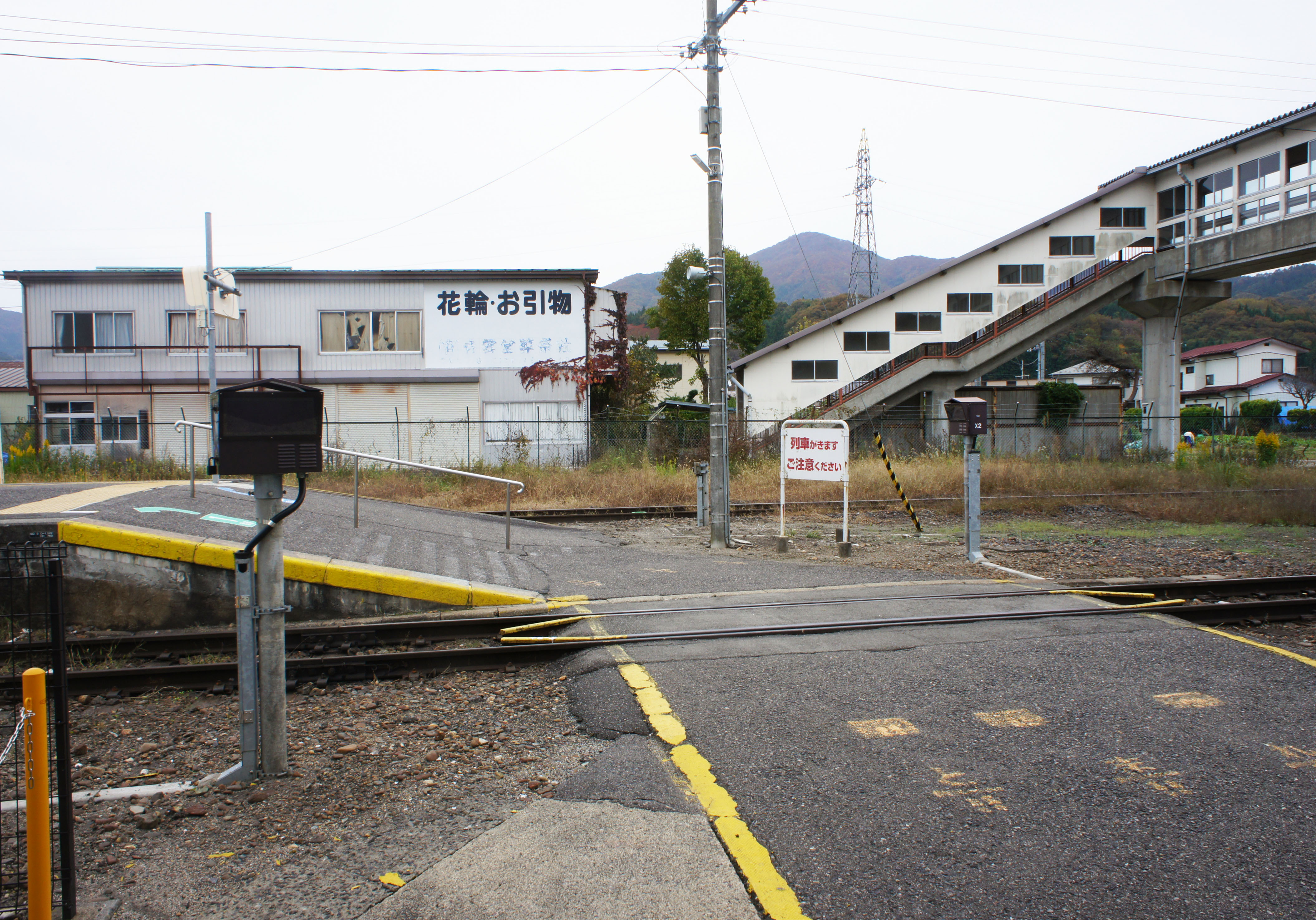
構内踏切（2021年10月）

## 利用状況
JR東日本によると、2000年度（平成12年度）- 2022年度（令和4年度）の1日平均乗車人員の推移は以下のとおりであった。
| 1日平均乗車人員推移 | 1日平均乗車人員推移 | 1日平均乗車人員推移 | 1日平均乗車人員推移 | 1日平均乗車人員推移 |
| 年度                | 定期外              | 定期                | 合計                | 出典                |
| ------------------- | ------------------- | ------------------- | ------------------- | ------------------- |
| 2000年（平成12年）  |                     |                     | 237                 | [ 利用客数 1 ]      |
| 2001年（平成13年）  |                     |                     | 233                 | [ 利用客数 2 ]      |
| 2002年（平成14年）  |                     |                     | 231                 | [ 利用客数 3 ]      |
| 2003年（平成15年）  |                     |                     | 214                 | [ 利用客数 4 ]      |
| 2004年（平成16年）  |                     |                     | 208                 | [ 利用客数 5 ]      |
| 2005年（平成17年）  |                     |                     | 207                 | [ 利用客数 6 ]      |
| 2006年（平成18年）  |                     |                     | 211                 | [ 利用客数 7 ]      |
| 2007年（平成19年）  |                     |                     | 201                 | [ 利用客数 8 ]      |
| 2008年（平成20年）  |                     |                     | 202                 | [ 利用客数 9 ]      |
| 2009年（平成21年）  |                     |                     | 201                 | [ 利用客数 10 ]     |
| 2010年（平成22年）  |                     |                     | 203                 | [ 利用客数 11 ]     |
| 2011年（平成23年）  |                     |                     | 186                 | [ 利用客数 12 ]     |
| 2012年（平成24年）  | 28                  | 165                 | 194                 | [ 利用客数 13 ]     |
| 2013年（平成25年）  | 32                  | 170                 | 203                 | [ 利用客数 14 ]     |
| 2014年（平成26年）  | 30                  | 151                 | 182                 | [ 利用客数 15 ]     |
| 2015年（平成27年）  | 28                  | 148                 | 176                 | [ 利用客数 16 ]     |
| 2016年（平成28年）  | 22                  | 149                 | 172                 | [ 利用客数 17 ]     |
| 2017年（平成29年）  | 19                  | 131                 | 151                 | [ 利用客数 18 ]     |
| 2018年（平成30年）  | 25                  | 123                 | 148                 | [ 利用客数 19 ]     |
| 2019年（令和元年）  | 20                  | 120                 | 140                 | [ 利用客数 20 ]     |
| 2020年（令和02年）  | 12                  | 123                 | 136                 | [ 利用客数 21 ]     |
| 2021年（令和03年）  | 14                  | 122                 | 136                 | [ 利用客数 22 ]     |
| 2022年（令和04年）  | 15                  | 123                 | 138                 | [ 利用客数 23 ]     |

## 駅周辺
- 田村市役所滝根行政局
- 田村警察署滝根駐在所
- 田村市滝根体育館
- 滝根郵便局
- 夏井川
- あぶくま洞
- 福島県道19号船引大越小野線
- 福島県道396号神俣停車場小野線（旧・福島県道36号小野富岡線）
- 福島県道359号神俣停車場川前線
- 旭鉱末神俣工場
- 日東粉化工業福島工場
- 新常磐交通「JR神俣駅」停留所

## 隣の駅
東日本旅客鉄道（JR東日本）
■磐越東線
小野新町駅 - 神俣駅 - 菅谷駅

### 記事本文
1. 1 2 3 4  “駅の情報（神俣駅）：JR東日本”.   東日本旅客鉄道. 2024年8月25日時点のオリジナルよりアーカイブ。2024年10月28日閲覧。
2. 1 2 3 4 5 6 7 8  『週刊 JR全駅・全車両基地』 50号 郡山駅・会津若松駅・三春駅ほか、朝日新聞出版〈週刊朝日百科〉、2013年8月4日、27頁。
3. 1 2 3 4  曽根悟（監修）（著）、朝日新聞出版分冊百科編集部（編集）（編）「磐越西線・只見線・磐越東線」『週刊 歴史でめぐる鉄道全路線 国鉄・JR』第6号、朝日新聞出版、2009年8月16日、25頁。
4. ↑  「磐越東線を近代化 JR東北地域本社 3・11ダイヤ改正から 平-郡山間全線にCTC」『交通新聞』交通新聞社、1989年1月10日、1面。
5. 1 2  「JR東日本 変ぼうするローカル駅」『交通新聞』交通新聞社、1992年9月4日、2面。
6. ↑  “JR磐越東線菅谷駅・神俣駅をご利用予定のお客様へ”.   あぶくま洞管理事務所. 2024年4月6日閲覧。
7. ↑  『Suicaエリア外もチケットレスで! 東北エリアから「えきねっとＱチケ」がはじまります』（PDF）（プレスリリース）東日本旅客鉄道、2024年7月11日。オリジナルの2024年7月11日時点におけるアーカイブ。2024年7月31日閲覧。
8. 1 2  “JR東日本：駅構内図・バリアフリー情報（神俣駅）”.   東日本旅客鉄道. 2024年10月28日閲覧。

### 利用状況
1. ↑  “各駅の乗車人員（2000年度）”.   東日本旅客鉄道. 2019年2月24日閲覧。
2. ↑  “各駅の乗車人員（2001年度）”.   東日本旅客鉄道. 2019年2月24日閲覧。
3. ↑  “各駅の乗車人員（2002年度）”.   東日本旅客鉄道. 2019年2月24日閲覧。
4. ↑  “各駅の乗車人員（2003年度）”.   東日本旅客鉄道. 2019年2月24日閲覧。
5. ↑  “各駅の乗車人員（2004年度）”.   東日本旅客鉄道. 2019年2月24日閲覧。
6. ↑  “各駅の乗車人員（2005年度）”.   東日本旅客鉄道. 2019年2月24日閲覧。
7. ↑  “各駅の乗車人員（2006年度）”.   東日本旅客鉄道. 2019年2月24日閲覧。
8. ↑  “各駅の乗車人員（2007年度）”.   東日本旅客鉄道. 2019年2月24日閲覧。
9. ↑  “各駅の乗車人員（2008年度）”.   東日本旅客鉄道. 2019年2月24日閲覧。
10. ↑  “各駅の乗車人員（2009年度）”.   東日本旅客鉄道. 2019年2月24日閲覧。
11. ↑  “各駅の乗車人員（2010年度）”.   東日本旅客鉄道. 2019年2月24日閲覧。
12. ↑  “各駅の乗車人員（2011年度）”.   東日本旅客鉄道. 2019年2月24日閲覧。
13. ↑  “各駅の乗車人員（2012年度）”.   東日本旅客鉄道. 2019年2月24日閲覧。
14. ↑  “各駅の乗車人員（2013年度）”.   東日本旅客鉄道. 2019年2月24日閲覧。
15. ↑  “各駅の乗車人員（2014年度）”.   東日本旅客鉄道. 2019年2月24日閲覧。
16. ↑  “各駅の乗車人員（2015年度）”.   東日本旅客鉄道. 2024年10月28日閲覧。
17. ↑  “各駅の乗車人員（2016年度）”.   東日本旅客鉄道. 2024年10月28日閲覧。
18. ↑  “各駅の乗車人員（2017年度）”.   東日本旅客鉄道. 2019年2月24日閲覧。
19. ↑  “各駅の乗車人員（2018年度）”.   東日本旅客鉄道. 2019年7月24日閲覧。
20. ↑  “各駅の乗車人員（2019年度）”.   東日本旅客鉄道. 2020年7月18日閲覧。
21. ↑  “各駅の乗車人員（2020年度）”.   東日本旅客鉄道. 2021年7月30日閲覧。
22. ↑  “各駅の乗車人員（2021年度）”.   東日本旅客鉄道. 2022年8月13日閲覧。
23. ↑  “各駅の乗車人員（2022年度）”.   東日本旅客鉄道. 2023年7月12日閲覧。